# ماردون

پیچ ارشمیدسی

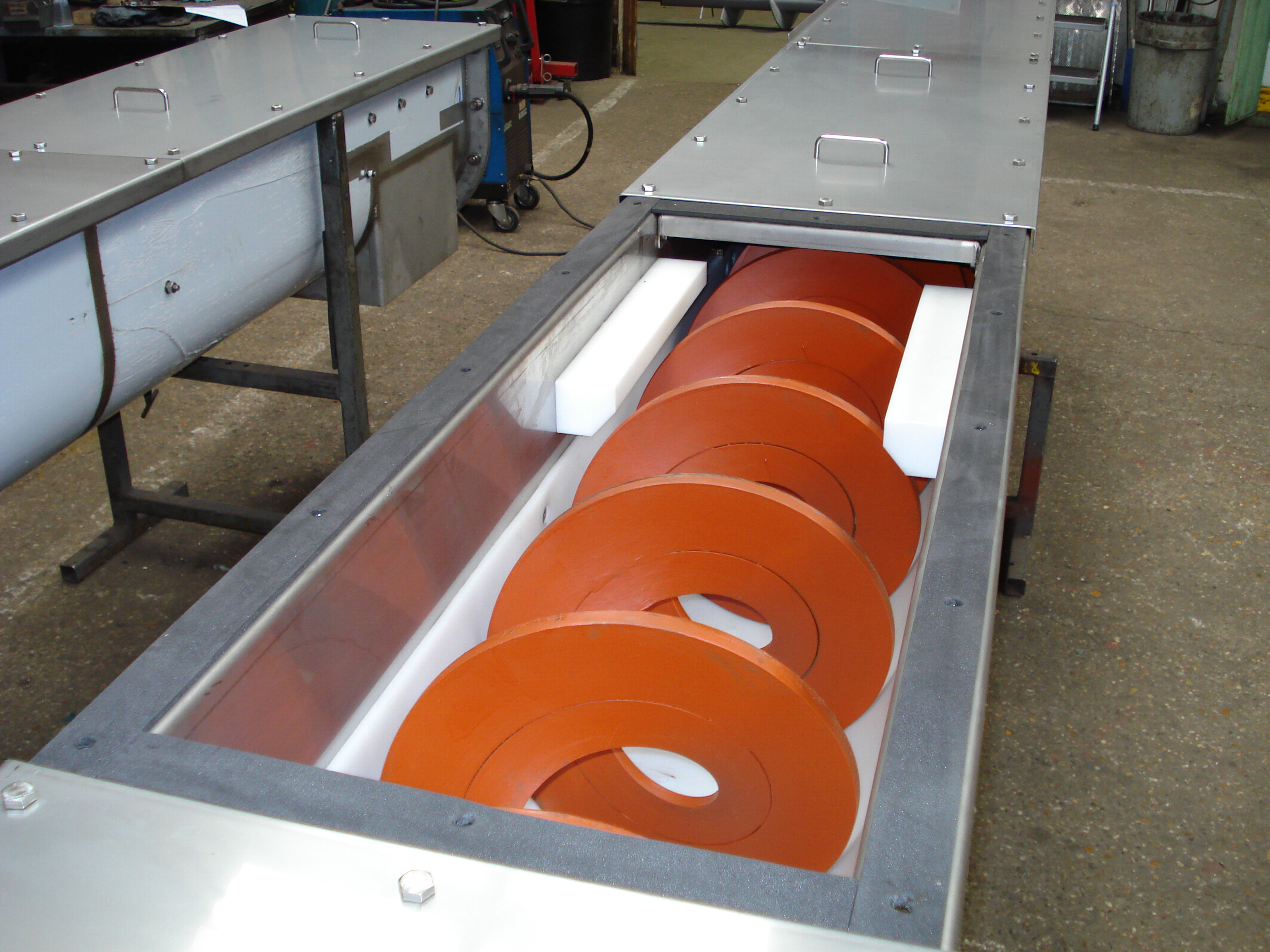
ماردون بدون هسته مرکزی

ماردون یا نوار نقاله مارپیچی مکانیزمی است که شامل یک تیغه مارپیچی دوار به نام " پره " است. معمولاً در داخل لوله استوانه شکل، برای جابجایی مواد، ازجمله مایعات یا پودرها استفاده می شود. این مکانیزم به صورت گسترده در صنایع که نیاز به انتقال ماده به صورت فله دارند استفاده می شود. ماردون در صنعت مدرن، اغلب به صورت افقی یا با شیب کم به عنوان روشی مفید برای جابجایی مواد نیمه جامد از جمله ضایعات مواد غذایی ، خرده چوب ، سنگدانه ، دانه غلات ، خوراک دامی ، خاکستر بویلر، گوشت ، پودر استخوان، پسماند های جامد شهری و موارد دیگر استفاده می شوند. نوع اولیه این مکانیزم، پیچ ارشمیدسی بود که از زمان های قدیم برای پمپاژ آب، با هدف آبیاری استفاده می شد. 
این مکانیزم معمولاً در یک مقطع لوله(U شکل) یا لوله قرار می گیرند که شامل یک تیغه مارپیچی است که به دور یک شفت پیچیده شده است. ماردون از یک سمت توسط نیروی محرک دورانی (الکتروموتور) به حرکت در می آید. از سمت دیگر توسط یاتاقان در موقعیت مورد نظر ثابت می شود. در مورد " ماردون بدون شفت "،نیروی دورانی از یک سمت وارد می شود انتهای دیگر آزاد است. سرعت انتقال حجم با سرعت چرخش شفت متناسب است. در کاربردهای کنترل صنعتی، این دستگاه اغلب به عنوان یک تغذیه کننده مواد اولیه با نرخ متغیر استفاده می شود. با تغییر در سرعت چرخش شفت مقدار معینی ماده به یک فرآیند تحویل داده می شود. 
ماردون می تواند نقش بالا برنده مواد اولیه را ایفا کند. وقتی فضا اجازه می دهد، این روش بسیار مقرون به صرفه برای بالا بردن و انتقال ماده است. با افزایش زاویه شیب، ظرفیت انتقال و بالا بردن به شدت کاهش می یابد.
قسمت های دوار ماردون گاهی، مارپیچ نامیده می شود.

## در کشاورزی

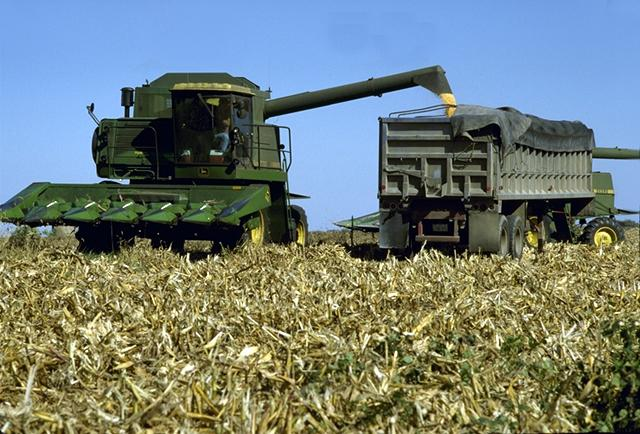
این کمباین از یک ماردون در داخل لوله برای تخلیه دانه به داخل تریلر کنار آن استفاده می کند.

"ماردون غلات" در کشاورزی برای انتقال دانه غلات از کامیون‌ها ، گاری‌های ، یا تریلرهای غلات به مخزن های ذخیره‌سازی غلات (از جایی که بعداً توسط کانال‌های گرانشی در پایین آن ها خارج می‌شود) استفاده می‌شود. ماردون غلات ممکن است توسط یک موتور الکتریکی یا یک تراکتور یا از طریق تیک آف قدرت یا گاهی یک موتور احتراق داخلی که روی آن نصب می شود به حرکت دربیاید. پره های ماردون در داخل غلاف فلزی بلند می چرخد و دانه را به سمت بالا می برد. در پایین، یک قیف که داخل کامیون یا گاری غلات است دانه هارا دریافت می کند. یک ناودانی در انتهای بالایی دانه ها را به محل مقصد می ریزد. 
ماردون غلات امروزی توسط پیتر پاکوش اختراع شد. دستگاه حرکت غلات او از یک مارپیچ از نوع پیچی با حداقل قطعات متحرک استفاده می کرد که یک کاربرد کاملاً جدید برای این استفاده خاص بود. در شرکت مسی هریس (که بعدها به مسی فرگوسن تغییر نام داد)، پاکوش جوان در دههٔ ۱۹۴۰ با ایدهٔ مارپیچ خود به بخش طراحی مراجعه کرد، اما با سرزنش روبه‌رو شد و به او گفته شد که ایده‌اش غیرقابل تصور است. یکی از طراحان ارشد مسی اظهار داشت که وقتی مارپیچ فرسوده و خمیده شود، تماس فلز با فلز باعث "آتش‌سوزی در سراسر کانادا" خواهد شد.  با این حال، پاکوش در سال 1945 اولین نمونه اولیه ماردون  را طراحی و ساخت و 8 سال بعد شروع به فروش ده ها هزار دستگاه تحت نام " همه کاره " کرد که آن را به استانداردی برای ماردون های غلات مدرن تبدیل کرد.
نوع خاصی از ماردون غلات برای انتقال غلات به داخل دستگاه بذرکار استفاده می‌شود و معمولاً از نظر طول و قطر بسیار کوچکتر از ماردون‌هایی است که برای انتقال دانه غلات به کامیون، تریلر غلات یا سیلو به کار می‌روند. این نوع ماردون به عنوان "drill fill" شناخته می شود. ماردون غلات با قطر کم، صرف نظر از کاربرد آنها، اغلب "ماردون مدادی" نامیده می شوند.
ماردون‌های بدون محور به‌طور گسترده ای در تأسیسات صنعتی پرورش دام مورد استفاده هستند، کاربرد اصلی آن‌ها انتقال خوراک دام از یک محل ذخیره‌سازی مرکزی به دستگاه‌های تغذیهٔ تکی یا گروهی است. ماهیت انعطاف پذیر این مکانیزم به خوراک یا سایر مواد اجازه می دهد تا ارتفاع را تغییر دهند و یا در شیب حرکت کنند. اولین مارپیچ بدون مرکز توسط Eldon Hostetler و Chore-Time Equipment در زمینه این برنامه به ثبت رسیده است. 

## استفاده های دیگر
از دیگر کاربردهای ماردون می توان به استفاده از آن در برف گیرها ، برای حرکت دادن برف به سمت پروانه ، جایی که به داخل لوله تخلیه پرتاب می شود، اشاره کرد. دروگرهای کمباین از هر دو نوع ماردون باز و بسته استفاده می‌کنند تا محصول درو نشده را به مکانیزم کوبنده منتقل کرده و همچنین ماردون غلات را برای انتقال غله به داخل و خارج از مخزن دستگاه به کار گیرند.
لایه بردارهای یخ از مارپیچ ها برای حذف ذرات سست یخ از سطح یخ استفاده می کنند. ماردون نیز جزء مرکزی دستگاه قالب گیری تزریقی است. در برخی از دستگاه‌های فشرده‌ساز زباله، از ماردون برای هدایت زباله به سمت صفحه‌ای پایین‌رفته در یک انتها استفاده می‌شود تا فرایند فشرده‌سازی انجام گیرد.
ماردون‌ها در صنعت فرآوری مواد غذایی نیز حضور دارند. آنها ابزار انتخابی در پردازش پودر هستند، ماردون مواد جامد را دقیقاً به میزان تعیین شده حجیم می کند (پودرها، گلوله ها ...).  در یک چرخ‌گوشت معمولی، تکه‌های گوشت توسط ماردون از میان یک تیغه چرخان و صفحه‌ای سوراخ‌دار عبور داده می‌شوند. این روش چربی موجود در گوشت گاو را امولسیون می کند تا همبرگر را نرم کند و همچنین برای تولید انواع سوسیس و نان استفاده می شود. از ماردون‌ها همچنین برای فشار دادن محصولات غذایی از میان قالب‌ها استفاده می‌شود تا گلوله‌هایی تولید گردد. سپس اینها برای تولید محصولاتی مانند سبوس پرک پردازش می شوند.
از ماردون‌ها در میدان‌های نفتی نیز استفاده می‌شود تا براده‌های سنگ را از واحدهای لرزاننده به سمت مخازن جمع‌آوری منتقل کنند. ماردون همچنین در برخی از انواع اجاق گازهای پلت و کباب پز استفاده می شود تا سوخت را از یک قیف ذخیره سازی به داخل جعبه آتش به صورت کنترل شده منتقل کند. ماردون ها همچنین در ماشین‌کاری مورد استفاده قرار می‌گیرند، که در آن ماشین‌ابزار ممکن است شامل یک مارپیچ برای هدایت پلیسه (ضایعات فلزی یا پلاستیک) از قطعه کار باشد.
ماردون در تصفیه‌خانه‌های فاضلاب نیز یافت می‌شوند و برای خارج‌سازی ضایعات جامد از فرایند تصفیه مورد استفاده قرار می‌گیرند.
خودروی زرهی پیاده نظام آبی خاکی BMP-3 از یک واحد پیشران از نوع ماردون در آب استفاده می کند.

## آسانسور قدیمی
بالابر اولدز نوعی ماردون غلات است که توسط مهندس استرالیایی، پیتر اولدز، در سال ۲۰۰۲ توسعه یافت.   به‌جای چرخاندن یک تیغه مارپیچی مرکزی، یک ماردون ثابت درون محفظه‌ای چرخان قرار دارد که مواد اطراف را به سمت پایه خود جمع‌آوری می‌کند.  با پیروی از اصول مشابه با نوار نقاله پیچی معمولی، آسانسور اولدز می تواند مواد فله را به طور مؤثر بلند کند. از زمان اختراع این دستگاه، تعدادی از پژوهشگران آن را به‌عنوان یک سیستم قابل‌اعتماد برای کاربردهای صنعتی ارزیابی کرده‌اند.  رضای دوغی

## موارد بیشتر
- جداساز مارپیچی
- وسیله نقلیه پیچ دار
- پیچ ارشمیدسی

## مراجع
1. ↑  John Deere, Operation, Care, and Repair of Farm Machinery: Practical Hints For Handymen (2008) - 246 pages . شابک ‎۹۷۸−۱۵۹۹۲۱۴۶۱۰
2. 1 2  Michael P. Forcade. Screw Conveyor 101 (1999) 260 pages, شابک ‎۹۷۸−۰۹۶۷۰۳۸۳۰۸
3. ↑  Pakosh, Jarrod. Versatile Tractors: A Farm Boy's Dream. Boston Mills Press. شابک ‎۹۷۸−۱۵۵۰۴۶۴۱۶۰
4. ↑  Schneider, Roger (9 January 2016). "Eldon Hostetler, founder of Ziggity Systems and the Hostetler Hudson Museum, dies at 93". The Goshen News. Archived from the original on 3 August 2022. Retrieved 9 September 2020.
5. ↑  powderprocess.net. "Powder Dosing - Powder Weighing - Gain in Weight, Loss in Weight dosing systems". Powderprocess.net. Archived from the original on 2019-04-21. Retrieved 2019-11-11.
6. ↑  Bates, Nancy (16 November 2019). "How "humble" genius helped put M'boro on the map". Fraser Coast Chronicle. Archived from the original on 9 December 2022. Retrieved 9 December 2022.
7. ↑  Bates, Lyn (2008-04-17),  McGlinchey, Don (ed.), "Screw Conveyors", Bulk Solids Handling (به انگلیسی), Oxford, UK: Blackwell Publishing Ltd.: 197–220, doi:10.1002/9781444305449.ch5, ISBN 978-1-4443-0544-9, archived from the original on 2022-12-09, retrieved 2022-12-09
8. ↑  McBride, W.; Cleary, P. W. (2009-08-10). "An investigation and optimization of the 'OLDS' elevator using Discrete Element Modeling". Powder Technology. Special Issue: Discrete Element Methods: The 4th International conference on Discrete Element Methods (به انگلیسی). 193 (3): 216–234. doi:10.1016/j.powtec.2009.03.014. ISSN 0032-5910.

[[رده:ابزارآلات کشاورزی]]
[[رده:تجهیزات صنعتی]]
[[رده:مدیریت مصالح فله‌ای]]